# Raasiku (stacja kolejowa)
Raasiku – stacja kolejowa w miejscowości Raasiku, w prowincji Harjumaa, w Estonii. Położona jest na linii Tallinn - Narwa. 

## Historia
Stacja powstała w czasach carskich. Początkowo nosiła nazwę Razik (ros. Разикъ).

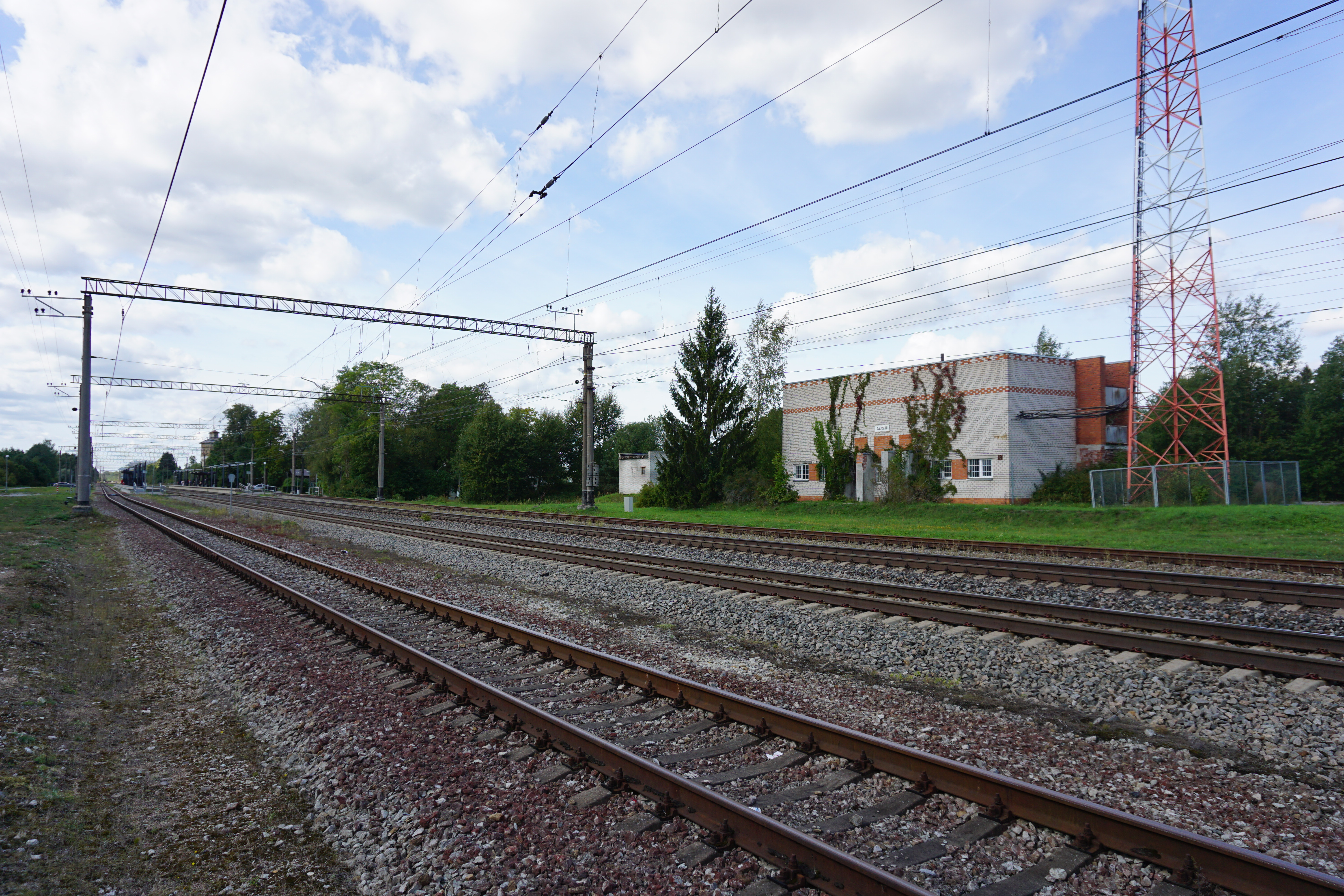
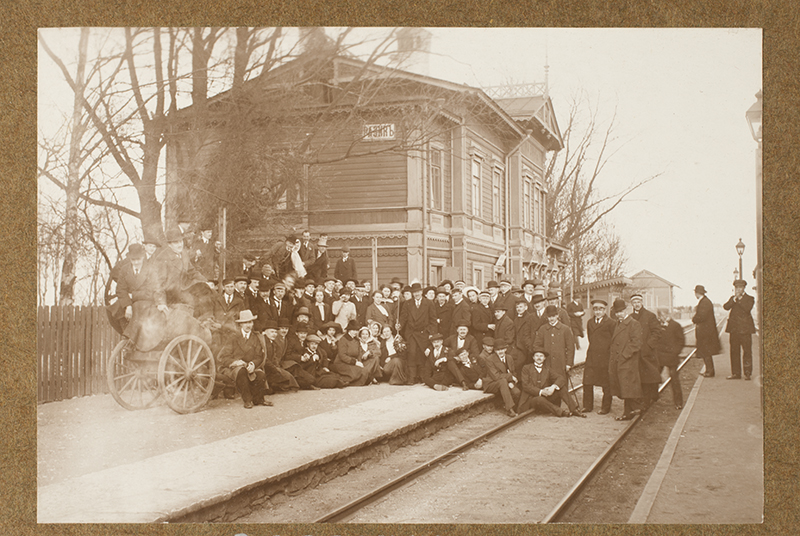
Stacja w 1914
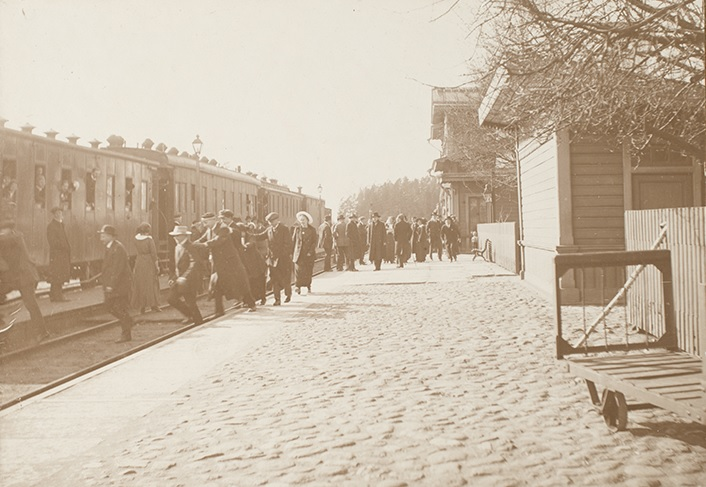
Stacja w 1914